# Heterotaxis
Heterotaxis es un género con quince especies de orquídeas epifitas, algunas procedentes del género Maxillaria. Es originario de México hasta Sudamérica tropical.

## Descripción
Son plantas epífitas de crecimiento relativamente grande y robusto geralmende simpodiales, con pseudobulbos  unifoliados comprimidos lateralmente, con follaje vistoso, a menudo brillante, protegido por varias vainas de hojas, o bien sin pseudobulbos, con hojas dísticas y el crecimiento pseudo-monopodial. Todos tienen pequeñas y gruesas flores acampanadas, de color amarillo con la columna muy corta y el labelo con gran pilosidad que atrae a los polinizadores. Las inflorescencias presentan una sola flor, son laterales, cortas o largas. 

## Evolución, filogenia y taxonomía
Este género fue propuesto por John Lindley en 1826 con la descripción de la especie tipo Heterotaxis crassifolia. Cuatro años más tarde, se propuso el género Dicrypta con la descripción de  Dicrypta baueri, ahora esta se considera una especie sinónimo de la primera. Durante muchos años, los taxonomistas han descrito, o ido transfiriendo todas las especies conocidas hasta ahora para el género Dicrypta hasta que, en la década de 1850, Heinrich Gustav Reichenbach decidió que no había justificación suficiente para el mantenimiento de estas especies por separado y todos ellas fueron subordinadas al género Maxillaria.
En 1947 el botánico brasileño Frederico Carlos Hoehne propuso el género Marsupiaria  para las especies sin pseudobulbos. Compartieron su punto de vista Garay, Senghas y Pabst qué separadamente acabaron por subordinar estas especies separadas al género de Hoehne.
Por último, Fábio de Barros publicó un artículo en 2002 con la restauración del antiguo género Heterotaxis, que fue propuesto en primer lugar por Lindley. La filogenia moderna así como las descripciones recientes refuerzan la validez de este género. Incluso hoy en día todas estas especies sólo se conocen por sus sinónimos de Marsupiaria y Maxillaria.

## Sinonimia
- Dicrypta Lindl., Gen. Sp. Orchid. Pl. 44. 1830.
- Marsupiaria Hoehne, Arq. Bot. Estado São Paulo n.s., f.m. 2: 69. 1947.
- Maxillaria subgen. Heterotaxis (Lindl.) Brieger, An. Soc. Bot. Brasil 1972: 94. 1972.
- Maxillaria sect. Heterotaxis (Lindl.) Brieger, Trab. Congr. Nac. Bot. (Río de Janeiro) 26: 242-244, 1977.
- Maxillaria sect. Iridifolieae Pfitz., Nat. Pflanzenfam. 2(6): 187. 1889.
- Pentulops Raf., Fl. Tellur. 4: 42. 1836.

## Especies
- Heterotaxis brasiliensis (Brieger & Illg) F.Barros, Hoehnea 29: 112 (2002).
- Heterotaxis crassifolia Lindl., Bot. Reg. 12: t. 1028 (1826).
- Heterotaxis discolor (Lodd. ex Lindl.) Ojeda & Carnevali, Novon 15: 580 (2005).
- Heterotaxis equitans (Schltr.) Ojeda & Carnevali, Novon 15: 580 (2005).
- Heterotaxis fritzii Ojeda & Carnevali, Novon 15: 574 (2005).
- Heterotaxis maleolens (Schltr.) Ojeda & Carnevali, Novon 15: 580 (2005).
- Heterotaxis microiridifolia (D.E.Benn. & Christenson) Ojeda & Carnevali, Novon 15: 580 (2005).
- Heterotaxis proboscidea (Rchb.f.) F.Barros, Hoehnea 29: 113 (2002).
- Heterotaxis santanae (Carnevali & I.Ramírez) Ojeda & Carnevali, Novon 15: 581 (2005).
- Heterotaxis schultesii Ojeda & G.A.Romero, Novon 15: 577 (2005).
- Heterotaxis superflua (Rchb.f.) F.Barros, Hoehnea 29: 113 (2002).
- Heterotaxis valenzuelana (A.Rich.) Ojeda & Carnevali, Novon 15: 581 (2005).
- Heterotaxis villosa (Barb.Rodr.) F.Barros, Hoehnea 29: 113 (2002).
- Heterotaxis violaceopunctata (Rchb.f.) F.Barros, Hoehnea 29: 113 (2002).